# Bromus tyttholepis
Bromus tyttholepis är en gräsart som först beskrevs av Sergej Arsenjevitj Nevskij, och fick sitt nu gällande namn av Sergej Arsenjevitj Nevskij. Bromus tyttholepis ingår i släktet lostor, och familjen gräs. Inga underarter finns listade i Catalogue of Life.